# Hiroshi Nanami
Hiroshi Nanami (jap. 名波 浩, Nanami Hiroshi; * 28. November 1972 in Fujieda, Präfektur Shizuoka) ist ein ehemaliger japanischer Fußballspieler.

## Karriere

### Vereinskarriere
Hiroshi Nanami spielte in seiner Jugend bei verschiedenen Schulvereinen, bevor er 1995 seine Profikarriere beim japanischen Erstligisten Júbilo Iwata startete. Für diese Mannschaft bestritt er in 13 Jahren etwa 300 Partien und schoss dabei als Mittelfeldspieler 32 Tore. Mit Júbilo Iwata konnte er in den Jahren 1997, 1999 und 2002 insgesamt dreimal die japanische Meisterschaft gewinnen. In der Saison 1999/2000 wurde Nanami für eine Saison an den FC Venedig in die Serie D, der vierthöchsten italienischen Liga, ausgeliehen. Hier kam er auf 24 Ligaeinsätze und schoss ein Tor. Nachdem Nanami bis 2006 für Júbilo Iwata gespielt hatte, stand er dort noch offiziell bis 2008 unter Vertrag, wurde jedoch in den beiden vorletzten Saisons ausgeliehen. Während er im Jahr 2006 innerhalb der ersten Liga an Cerezo Osaka ausgeliehen wurde und hier zwei Tore in 13 Spielen erzielte, wurde er im Jahr danach an Tokyo Verdy in die zweite Liga weiterverliehen, wo er auf 17 Spiele kam, jedoch ohne Tor blieb. In seiner letzten Saison spielte er wieder für Júbilo Iwata, wo er noch 13 Partien bestritt, aber erneut ohne Treffer blieb. Nach dieser Saison beendete Hiroshi Nanami seine aktive Fußballkarriere.

### Nationalmannschaft
1995 debütierte Nanami für die japanische Fußballnationalmannschaft im Spiel gegen den Oman im Rahmen der Qualifikation für die Fußball-WM 1998. Mit Japan qualifizierte er sich erfolgreich für die Fußball-WM 1998 in Frankreich, verlor dort jedoch alle drei Spiele in der Gruppenphase gegen Argentinien, Jamaika und Kroatien und schied so punktlos aus.
Im Jahre 2000 gewann Nanami seinen ersten großen internationalen Titel, als Japan Asienmeister durch den 1:0-Erfolg im Finale gegen Saudi-Arabien wurde. Darüber hinaus wurde Nanami zum Besten Spieler des Turniers sowie ins All-Star Team gewählt.
Seinen letzten Einsatz für die japanische Nationalmannschaft hatte Nanami im Jahr 2001. Insgesamt bestritt er für Japan 68 Partien und schoss dabei neun Tore.

### Trainerkarriere
Vor der Saison 2014/15 wurde Nanami Trainer seiner ehemaligen Mannschaft Júbilo Iwata, für die er insgesamt 13 Jahre lang selber gespielt hatte.

## Titel
- Asienmeisterschaft: 2000
- J. League: 1997, 1999, 2002
- Kaiserpokal: 2003
- J. League Cup: 1998

## Auszeichnungen
- Bester Spieler bei der Asienmeisterschaft 2000, außerdem im All-Star Team
- in den Best Eleven der J1 League in den Jahren: 1996, 1997, 1998, 2002